# Jésus Lima
Jésus Mário de Almeida Lima (Águas Formosas, 6 de setembro de 1960), formado em Direito e Filosofia, é um político brasileiro com atuação no estado de Minas Gerais. mais conhecido como Jésus Lima. Foi prefeito de Betim e sofreu um atentado.

## Início de Vida
Nascido em uma família pobre, foi engraxate em sua terra natal e logo passou a auxiliar o seu pai nas feiras onde vendia as verduras que produzia nas terras dos fazendeiros da região. Por influência da sua mãe, desde criança frequentava a Igreja Católica.  Logo passou a auxiliar os padres nas celebrações eucarísticas. Isso fez com que fosse convidado para estudar no seminário franciscano. Formou-se em Filosofia PUC-MG, Direito UFMG e fez mestrado em Sociologia. Foi vice-presidente da Comissão de Direitos Humanos de Betim.

## Carreira política
Após anos participando ativamente de movimentos sociais, dando aulas na Colônia Santa Isabel, Jésus foi vice-Presidente do Sindicato dos Professores (Sind-UTE) de Betim.  Aos 28 candidatou-se a vereador pela primeira vez. Se elegendo como o vereador mais votado de Betim. Ainda com 32 anos, Jésus foi eleito vice-prefeito de Betim. 

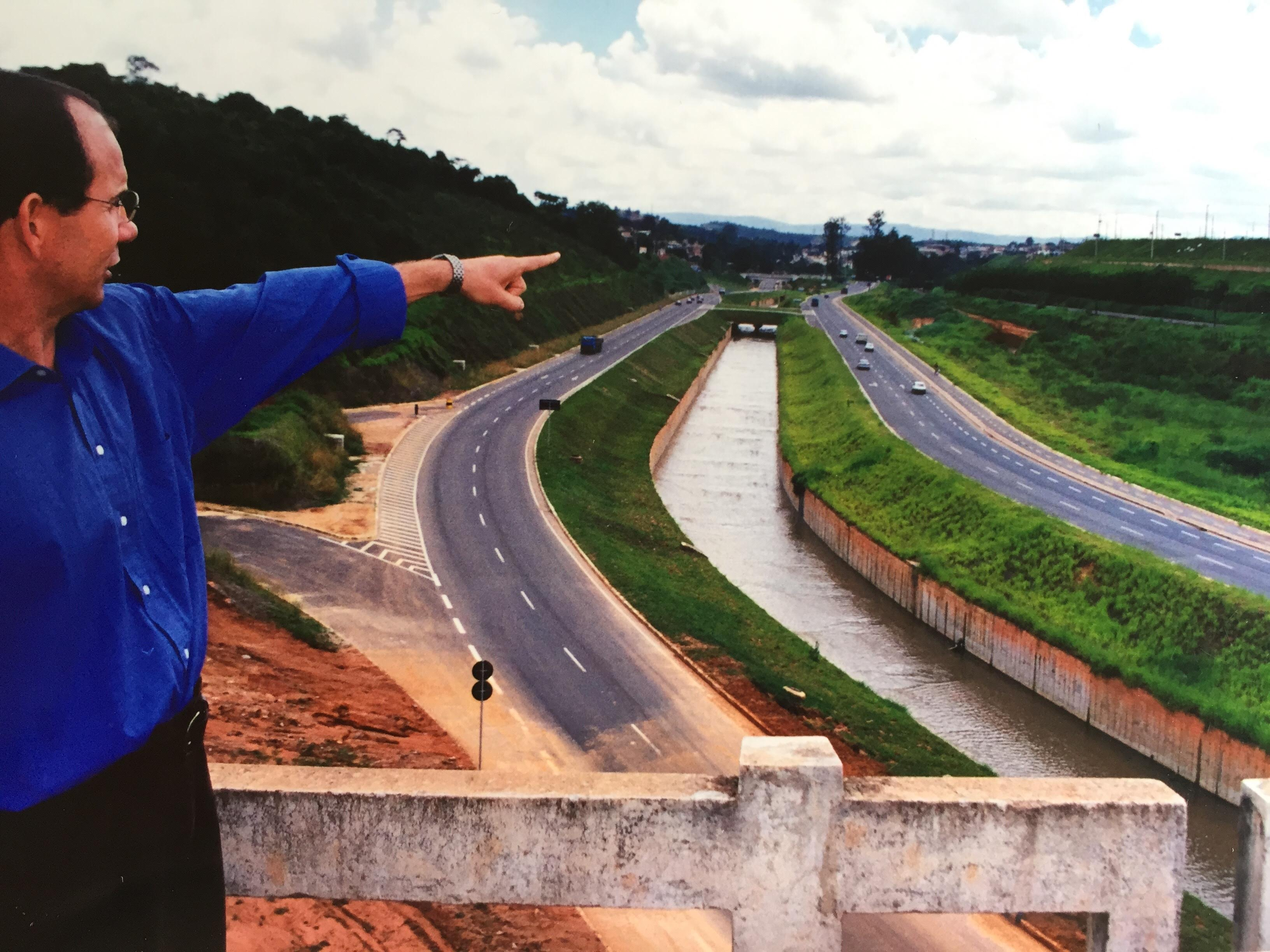
Jésus Lima junto ao Riacho das Areias, obra inaugurada durante seu mandato

Aos 37 anos, Jésus foi eleito Prefeito de Betim. Em seu mandato, foi inaugurado o Hospital Regional da cidade. Até então, Betim não contava com um hospital completo para atendimento. Ainda em seu primeiro mandato, Jésus sofreu um atentado sendo alvejado por cinco tiros. 
Ainda durante a gestão de Lima, o Riacho das pedras foi canalizado. Ainda como Prefeito, Jésus instituiu um sistema de participação popular chamada: o “Prefeito do Quarteirão” - em que uma pessoa, era democraticamente eleita pelos vizinhos, para ajudar na administração da rua que morava.  Essa pessoa tinha canal aberto diretamente com o Prefeito e Assessores, para resolver os problemas da cidade.
Atualmente, Jésus é professor Universitário, continua ativo em diversos movimentos sociais.

## Presidente do Partido dos Trabalhadores de Betim
Jésus Lima venceu a eleição para a presidência do Partido dos Trabalhadores e é atualmente o presidente do PT na cidade de Betim.
Na disputa interna, Jésus obteve 423 votos, o equivalente a 55% do total. Ele disputou a presidência do partido com Genílson Cruz, que era apoiado pelo grupo da ex-prefeita Maria do Carmo Lara, e com o professor Carlão. 

## Atentado
Em 29 de agosto de 1997, quando era prefeito de Betim, foi atingido por disparos de arma de fogo. Estava no pátio do Cetap (Centro de Artes Profissionais), aonde foi para a abertura do Congresso Municipal de Educação. Lima foi atingido no tórax, abdome e perna direita, tendo sido submetido a cirurgia no Hospital Regional de Betim. Perdeu o rim e tem lesões no pulmão e no intestino. De acordo com a ex-prefeita Maria do Carmo Lara (PT), o autor aproximou-se de Lima e o chamou por seu nome, momento em que procedeu aos disparos, fugindo em seguida. Segundo testemunhas ele aparentava ter 25 anos e encontrava-se acompanhado de três ou quatro pessoas que estavam em um carro fora do centro.